# Proof-of-Stake
Proof of Stake (doslova přeloženo jako "důkaz hodnoty", dále PoS) je algoritmus, kterým se podobně jako u PoW dosahuje konsenzu na blockchainu. 

## Historie
PoW je často vyčítána jeho vysoká spotřeba energie, a proto přišel v roce 2011 anonymní uživatel „QuantumMechanic” s prvním návrhem PoS, který problém vysoké spotřeby energie k zabezpečení sítě řeší.

## Popis funkce
Protože jsou kryptoměny decentralizované, musí se i základní funkce spojené s měnami, jako je provádění a ověřování transakcí, dít po celé kryptoměnové síti, a nikoliv jen v nějakém centrálním počítači. Právě k ověřování transakcí pak slouží PoS.
Systém zde pseudonáhodně vybere k ověření bloku nepotvrzených transakcí validátora (nejsou zde těžaři). Validátorem se může stát však jen ten, kdo v rámci svého uzlu „vsadí“ (stake) určitý počet daných kryptoměn jako zástavu. Těmito kryptoměnami validátor ručí za to, že se bude chovat čestně.
Obecně pak platí, že čím více kryptoměnami validátor po delší dobu ručí, tím větší šanci má, že bude vybrán. Uživatelé s větší zástavou mají totiž větší zájem na tom, aby síť fungovala správně, neboť v ní mají i více peněz, o které nechtějí přijít tím, že by síť jakkoliv poškodili.
Vybraný validátor pak ověří, zda všechny transakce v bloku jsou skutečně platné a poté blok označí za platný, uzavře ho a přidá na blockchain. Jako odměnu za to obdrží poplatky za transakci. Ostatní uzly mohou následně jednoduše ověřit, že je vše v pořádku. Pokud by tomu tak nebylo, validátor přijde o vloženou záruku. Právě skutečnost, že poplatek je zpravidla menší než záruku, zaručuje čestné chování validátorů.
Pokud už validátor nechce schvalovat transakce, systém mu vydá záruční kryptoměny plus kryptoměny, které získal z poplatků. Záměrně je zde ale určitá časová prodleva, kdyby se zjistilo, že validátor dříve podváděl. Kryptoměny tedy nejsou vždy ihned k dispozici.
Protože obecně platí, že čím více kryptoměny někdo vlastní a čím déle ji vlastní, tím má větší šanci na to, že odměnu z objeveného bloku dostane, jsou kryptoměny používající Proof-of-Stake vhodné i pro investory. S pomocí Proof-of-Stake lze totiž vydělávat tím, že vlastní nějaké množství kryptoměny.
Mezi drobnými i většími investory je tento druh investování populární, protože nese nízká rizika, lze ho provádět přímo z některých "cold" hardwarových peněženek a vydělává několik málo procent ročně. Z pohledu investora je toto investování podobné úrokům na termínovaném spořicím účtu.

## 51% útok
Stejně jako u systému Proof-of-Work je možný 51% útok. Útočník by sice nemohl používat cizí adresy, ale mohl by znehodnotit již proběhnuté transakce, a tím způsobit ztrátu důvěry v danou kryptoměnu, pád její hodnoty a zánik sítě. Tím by se stal tento útok velmi nevýhodným.

## Výhody a nevýhody oproti PoW

### Výhody
- Oproti PoW má malou spotřebu elektrické energie
- Většinou neprobíhá inflace (= snižování hodnoty)
- Žádné investice do výkonného hardwaru
- Nové bloky tvoří přímo uživatelé kryptoměny[2]

### Nevýhody
- Nízká odměna za blok (jen poplatky)
- Je nutné danou kryptoměnu držet
- Aby se zabránilo 51% útoku, je nutná vysoká tržní kapitalizace
- Nevhodná pro začínající kryptoměny[2]

## Kryptoměny používající systém PoS
| 10 největších PoS kryptoměn |
| --------------------------- |
| Ethereum                    |
| Solana                      |
| Cardano                     |
| Toncoin                     |
| Polygon                     |
| Injective                   |
| Algorand                    |
| Tezos                       |
| Mina                        |
| Celo                        |

- Některé další PoS blockchainy: CTSI, GCR, VEGA, DUSK, BTS, ARK[3], LISK[3], NAV coin[3], NEO[3], Ok cash[3], PIVX, Peercoin, QTUM